# Charaxes kahruba
Espèce
Charaxes kahruba est une espèce de lépidoptères (papillons) de la famille des Nymphalidae, de la sous-famille des Charaxinae et du genre Charaxes.

## Taxonomie
L'espèce actuellement appelée Charaxes kahruba a été décrite pour la première fois par l'entomologiste britannique Frederic Moore en 1895, sous le nom initial d'Haridra kahruba.

## Liste des sous-espèces
Selon BioLib (21 mars 2021) :
- sous-espèce Charaxes kahruba kahruba (Moore, 1895)
- sous-espèce Charaxes kahruba yunnanensis Li & Xie, 1994 ; présent au Yunnan[1].

## Noms vernaculaires
Charaxes kahruba se nomme Variegated Rajah en anglais.

## Description
Charaxes kahruba est un grand papillon au dessus jaune orangé avec aux ailes antérieures une ligne marginale marron doublée d'une ligne de chevrons marron et aux postérieures, munies d'une queue, une ligne submarginale de taches marron pupillées de clair.
Le dessous est jaune clair avec des bandes plus foncées et d'autres plus claires.

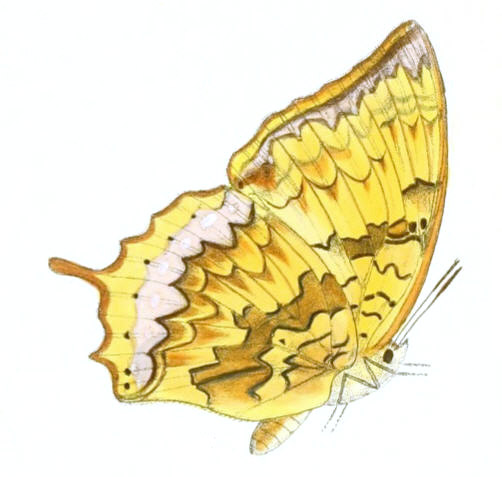
Revers de Charaxes kahruba.

## Distribution et biotopes
Il est présent dans l'Ouest de l'Inde, au Népal, au Vietnam et dans le Sud-Est de la Chine, au Yunnan.
Il réside en altitude dans l'Himalaya.

## Protection
Pas de protection : il est en vente libre sur internet[réf. souhaitée].

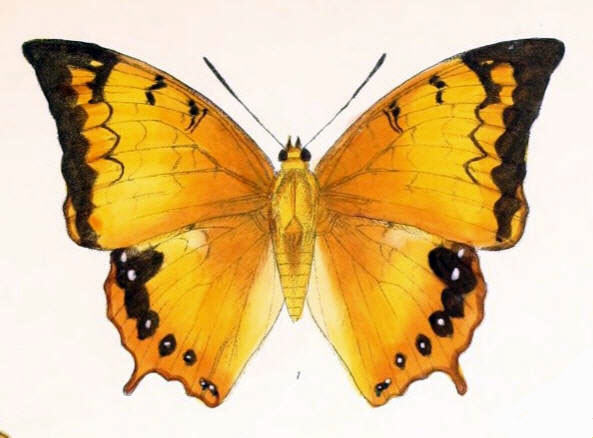
Charaxes kahruba